# Karl Borromäus von und zu Liechtenstein

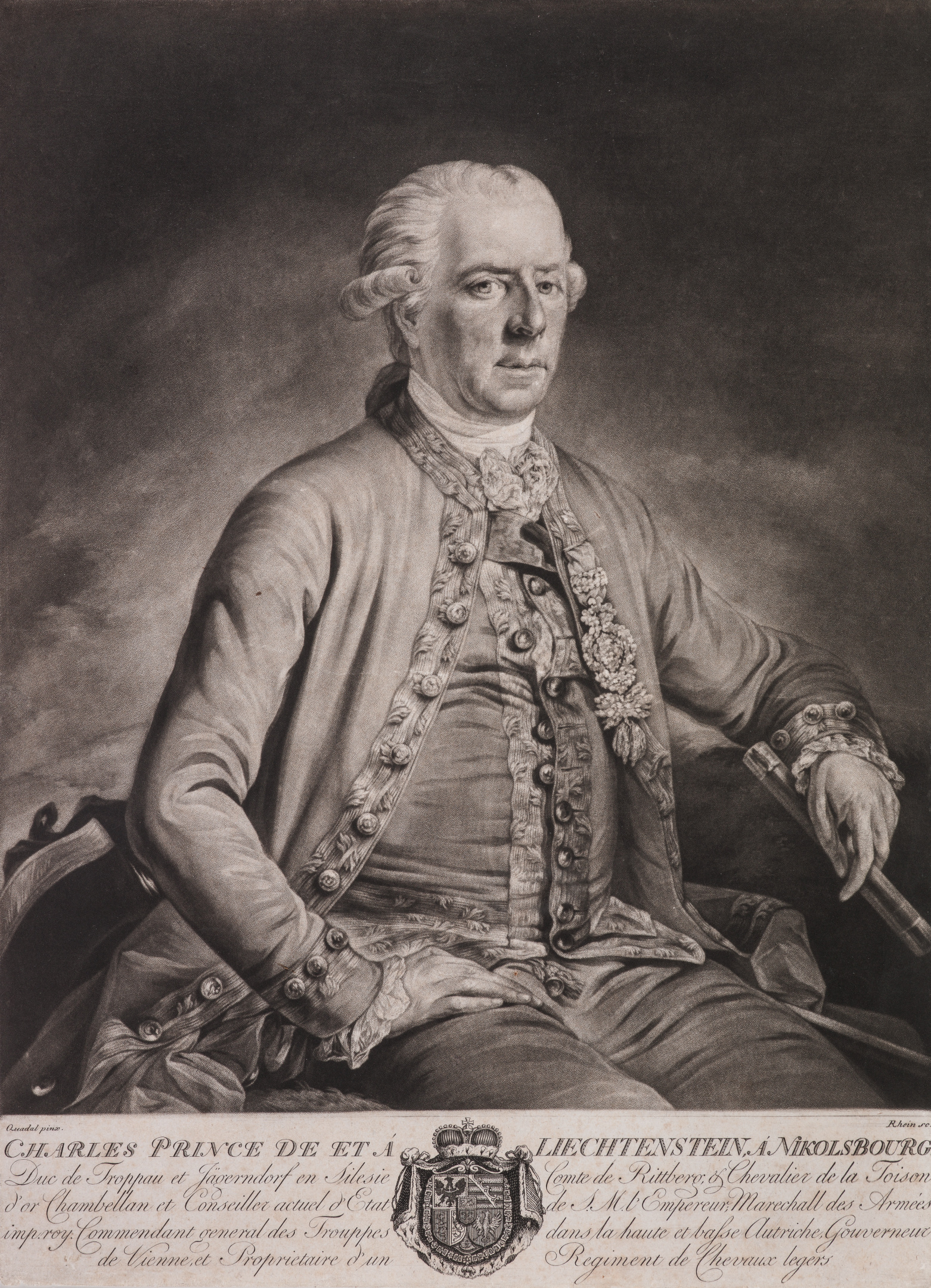
Fürst Karl Borromäus von und zu Liechtenstein

Fürst Karl Borromäus von und zu Liechtenstein (Carl Michael Joseph, genannt Karl Borromäus; * 29. September 1730 in Wien; † 21. Februar 1789 ebenda) war ein kaiserlicher Feldmarschall.

## Biografie
Liechtenstein war der zweitälteste Sohn des Fürsten Emanuel von und zu Liechtenstein (1700–1771) und dessen Gemahlin Maria Antonia, geborene Gräfin von Dietrichstein (1707–1777).
Bereits in seiner Jugend trat er in ein österreichisches Kavallerieregiment ein. Er diente 1747 beim Feldzug in den Niederlanden im Rahmen des Österreichischen Erbfolgekrieges. Er stieg vor allem während des Siebenjährigen Krieges rasch auf. 1757 avancierte er zum Oberst im Dragonerregiment seines Onkels, des regierenden Fürsten Joseph Wenzel von und zu Liechtenstein. Bei Reichenberg wurde er 1757 schwer verwundet. 1758 erfolgte seine Beförderung zum Generalfeldwachtmeister. 1760 nahm er bei der Besetzung Berlins teil. Außerdem wurde er Inhaber des 1. Dragonerregiments und Kommandant der Stadt Wien. Er zeichnete sich 1761 bei der Eroberung von Schweidnitz besonders aus und gehörte zu den ersten, die in die Stadt eindrangen. Als Auszeichnung wurde er mit der Siegesmeldung zu Maria Theresia nach Wien entsandt. 1763 wurde er zum Feldmarschallleutnant ernannt. Kaiser Franz I. begleitete er 1764 nach Frankfurt am Main zur Krönung seines Sohnes Erzherzog Joseph zum römisch-deutschen König. 1765 fungierte er als Generalinspekteur der Kavallerie und führte zugleich das Kommando über die in Niederösterreich stehenden Kavallerieregimenter. Kaiser Joseph II. gab ihm 1767 sein eigenes Dragonerregiment. 1771 war er kommandierender General in Preßburg.
Mit dem Regierungsantritt seines Bruders Franz Josef I. 1772 trat Liechtenstein in die Sekundogenitur ein und erhielt das Kleine Majorat des Hauses Liechtenstein, bestehend aus dem Fideikommiss Mährisch Kromau. 1773 avancierte er zum General der Kavallerie und hatte zwei Jahre später das Generalkommando in Niederösterreich inne. Während des Bayerischen Erbfolgekrieges 1778/79 befehligte er 28.000 Mann, die zu Kriegsbeginn bei Leitmeritz standen und den Gegnern den Zugang nach Bayern versperrten. Später vereinigte er sich mit den Truppen von Laudon. Als die Lage der Österreicher problematischer geworden war, führte er eine Reihe von erfolgreichen Bewegungen aus. Im Türkenkrieg erhielt er 1788 den Oberbefehl über ein 36.000 Mann starkes Korps in Kroatien. Er war an der Belagerung von Dubitza beteiligt. Der Sturm scheiterte an den Verstärkungen der Verteidiger. Er erkrankte schwer an Fleckfieber und suchte Heilung im Kurort Petrinia, wo sich sein Zustand aber verschlimmerte. Es erfolgte seine Beförderung zum Feldmarschall, ehe er nach Wien zurückkehrte. Nach schwerem Siechtum erlag er am 21. Februar 1789 der Krankheit.
Der Fürst war Geheimer Rat, Kämmerer, Freimaurer und Mitglied der Wiener Loge Zum heiligen Joseph, außerdem war er Ordensprotektor des kurzlebigen freimaurerischen Ordens der Asiatischen Brüder.

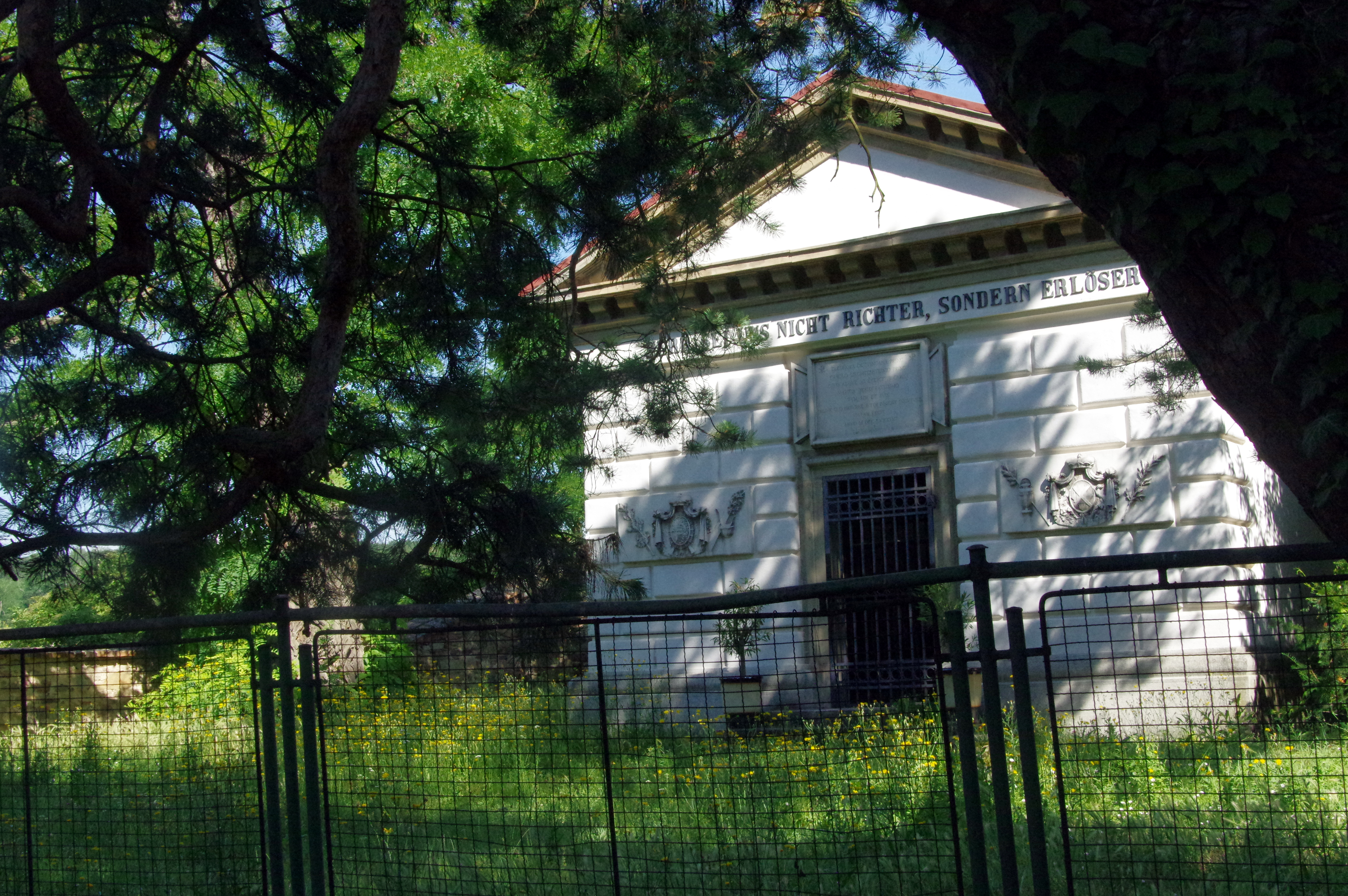
Mausoleum der Karlischen Linie des Hauses Liechtenstein in Mährisch Kromau

Seine letzte Ruhestätte fand er in der von seiner Witwe in Auftrag gegebenen Familiengruft auf dem Kirchhof der Allerheiligenkirche in Mährisch Kromau, wo auch sein an Heiligabend 1795 verstorbener erstgeborener Sohn beigesetzt wurde.

## Ehe und Nachkommen
Liechtenstein heiratete am 30. März 1761 in Wien Fürstin Eleonore zu Oettingen-Spielberg (1745–1812), Tochter des Fürsten Johann Aloys I. zu Oettingen-Spielberg (1701–1780) und dessen Gemahlin Theresia, geborene Herzogin zu Schleswig-Holstein-Sonderburg-Wiesenburg (1713–1745). Aus der Ehe gingen sieben Kinder hervor:
- Josepha (1763–1833) ⚭ 1782 Graf Johann Nepomuk Ernst von Harrach (1756–1829)
- Karl (1765–1795) ⚭ 1789 Gräfin Maria Josepha von Khevenhüller-Metsch (1770–1849)
- Wenzel (1767–1842), unverheiratet
- Emanuel (1770–1773)
- Moritz (1775–1819) ⚭ 1806 Fürstin Maria Leopoldine Esterházy von Galántha (1788–1846)
- Franz (1776–1794), unverheiratet
- Alois (1780–1833), unverheiratet

## Auszeichnungen
- 1772: 792. Ritter des Ordens vom Goldenen Vlies